# اشهورن
اشهورن (به لاتین: Äschhorn) یک کوه در سوئیس است که در کانتون وله واقع شده‌است. اشهورن ۳٬۶۶۹ متر بالاتر از سطح دریا واقع شده‌است.